# Садиба Сердюкових
Сади́ба Сердюко́вих — пам'ятка архітектури національного значення початку XIX століття, розташована в центрі Харкова за адресою вулиця Чернишевська, 14. Один із небагатьох збережених прикладів міської садибної забудови у Харкові, виконаної з розмахом заміського маєтку. З 1990-х років у приміщенні розміщується філія Національного науково-дослідного реставраційного центру України.

## Історія
Дмитро Федорович Сердюков (1778—1832) — колишній міський секретар, підприємець та постачальник армії в роки наполеонівських війн. Його батько, Федір Сердюков, був кріпаком судді Харківського слобідського полку Федора Квітки й отримав волю за невідомі заслуги. Завдяки прибуткам від утримання поштових станцій Федір зміг дати синові освіту в Харківському колегіумі. Дмитро Сердюков почав кар'єру в міській думі Харкова, але більшість багатства йому принесло постачання продовольства, амуніції та спорядження армії під час війни з Наполеоном. У той час, коли інші підприємці відмовлялися від ризикованих контрактів, Сердюков взяв на себе відповідальність і став єдиним постачальником з Харкова. Завдяки великому обсягу замовлень він швидко накопичив значні статки.
У 1807 році він придбав ділянку за межами міста, біля Хрестовоздвиженської (Мироносицької) церкви. Вже до 1822 року ця територія увійшла до міської межі Харкова. У 1808—1814 роках на ній збудували кам'яний двоповерховий будинок за проєктом відомого українського архітектора Петра Антоновича Ярославського. Згодом до комплексу додали флігелі та господарські будівлі, частково за участи архітектора Василя Лобачевського. Після смерти Дмитра Сердюкова в 1832 році маєтком володіла його вдова Софія Яківна, яка в 1850-х роках розширила житлові приміщення та змінила оздоблення фасадів. Наприкінці XIX — на початку XX століття садибу успадкувала їхня онука Ольга, яка залишалася її власницею до націоналізації в 1920 році.
Після революційних подій 1917 року на території садиби розташовувався бронедивізіон, що протистояв більшовицьким силам. У грудні 1917 року підрозділ роззброєно, після чого в Харкові проголошена радянська влада. У 1921 році будівлю займав 57-й окремий полк особливого призначення ВНК. У 1930-х роках садибу реставрували за проєктом Валентин Іванович Пушкарьова для розміщення державних установ. У радянський період будівля також використовувалася Харківським аероклубом. В роки незалежности України садибу реставрували з метою повернення їй первісного вигляду. Автором реставрації виступив архітектор Володимир Лопатько. Сьогодні тут працює Національний науково-дослідний реставраційний центр України.
Садибний будинок є пам'яткою архітектури національного значення (охоронний № 696) і пам'яткою історії місцевого значення (охоронний № 75). Північний флігель садибного будинку є пам'яткою архітектури та містобудування місцевого значення (охоронний № 7480-Ха).

## Архітектура
Садиба виконана у стилі класицизм. Головна будівля — П-подібний двоповерховий особняк з чотириколонним портиком іонічного ордера, фронтоном та балконом на другому поверсі. Перший поверх рустовано Фасади прикрашені геометричним декором, карнизами, меандровими орнаментами та сандриками. Бокові флігелі однотипні, стримані, одноповерхові, з трьома вікнами кожен, двосхилим дахом та високим цоколем. Північний флігель садибного будинку ліворуч від головного будинку має довжину близько 17 метрів. Південний флігель довжиною близько 43 метрів простягається вздовж всього кордону садиби з вулицею Скрипника (раніше Сердюківський провулок). Між ним і центральною спорудою розташовані ворота, що ведуть у садибу. У дворі розміщений Г-подібний флігель по кордону садиби з іншими земельними ділянками.

## Галерея

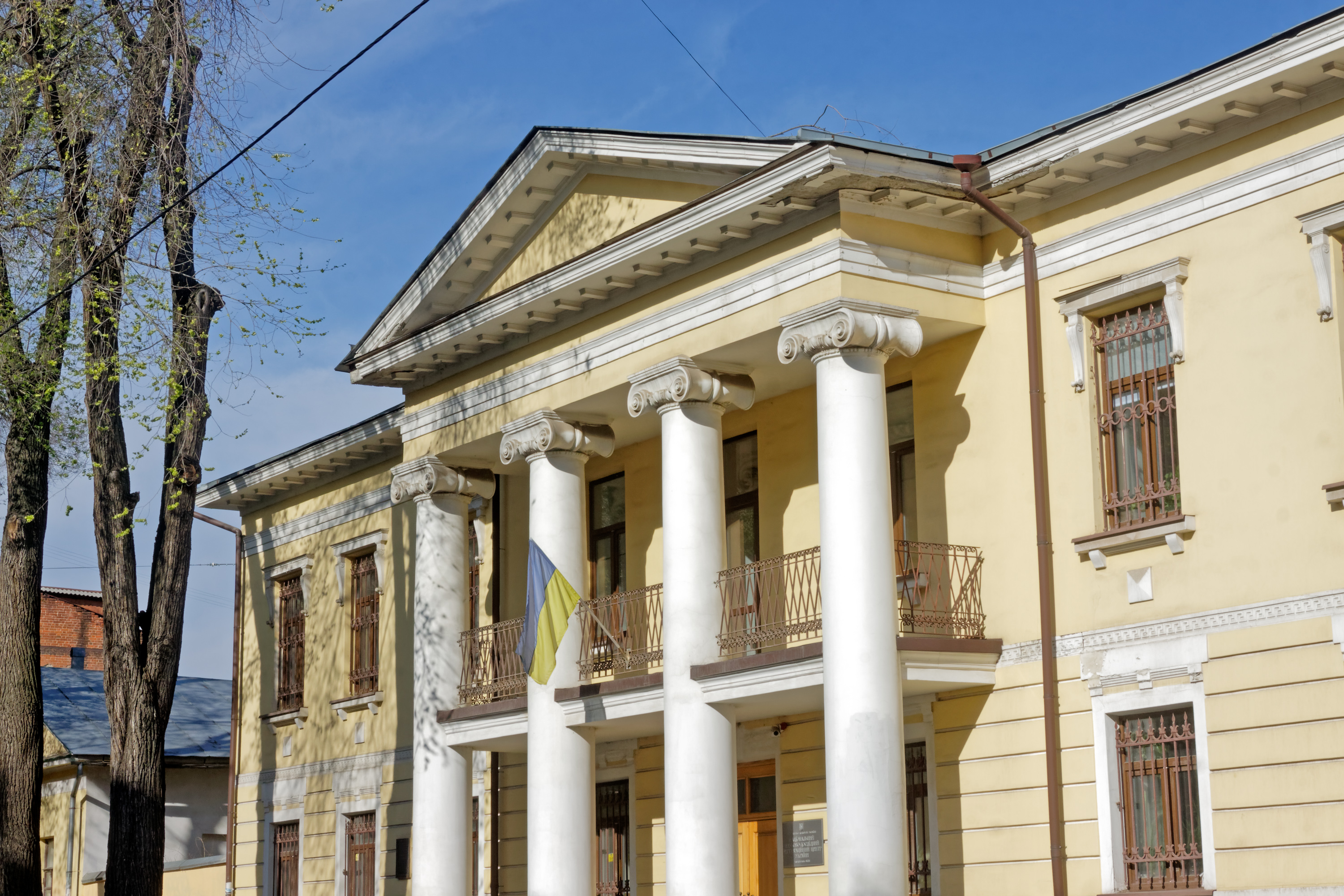
Портик
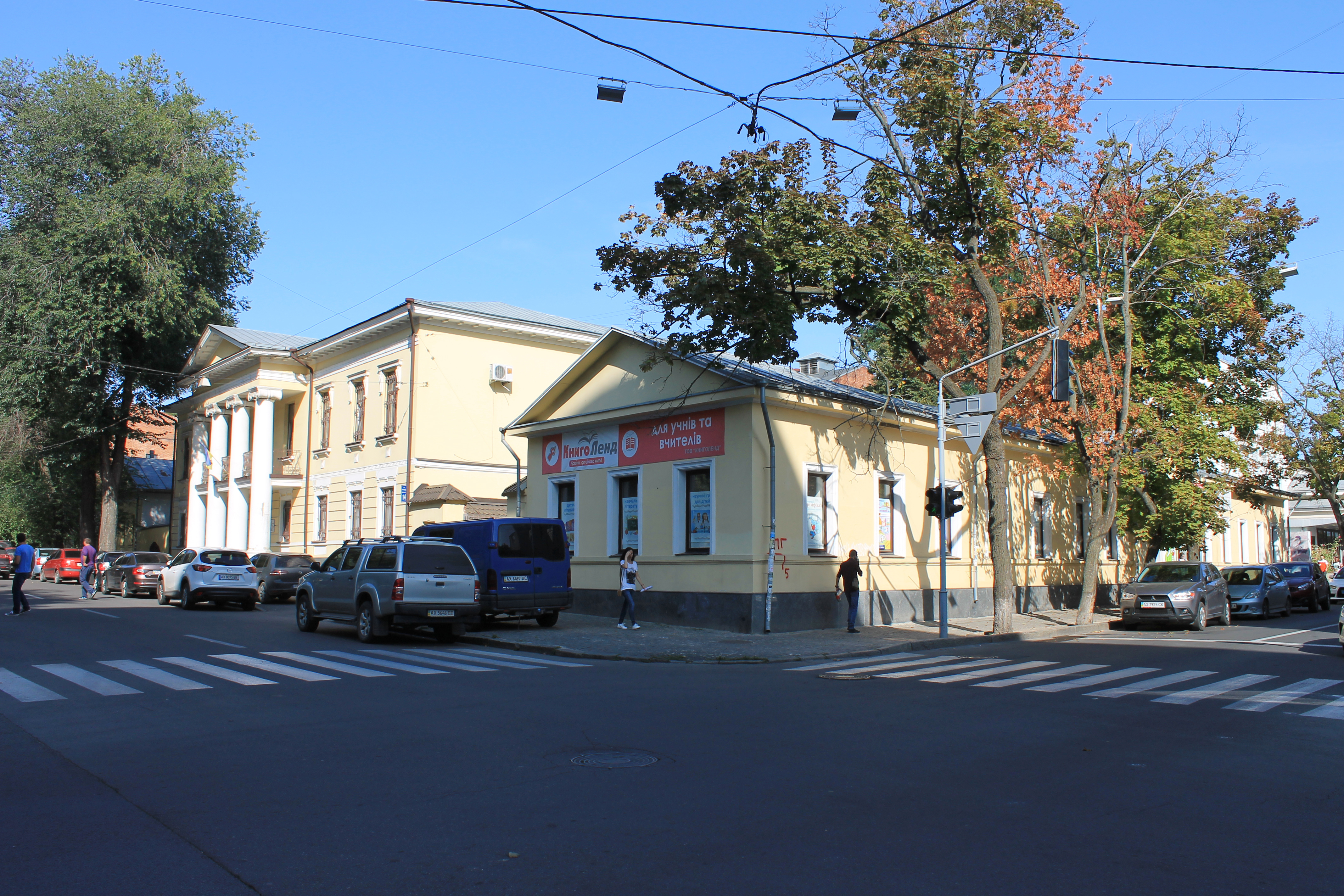
Південний флігель
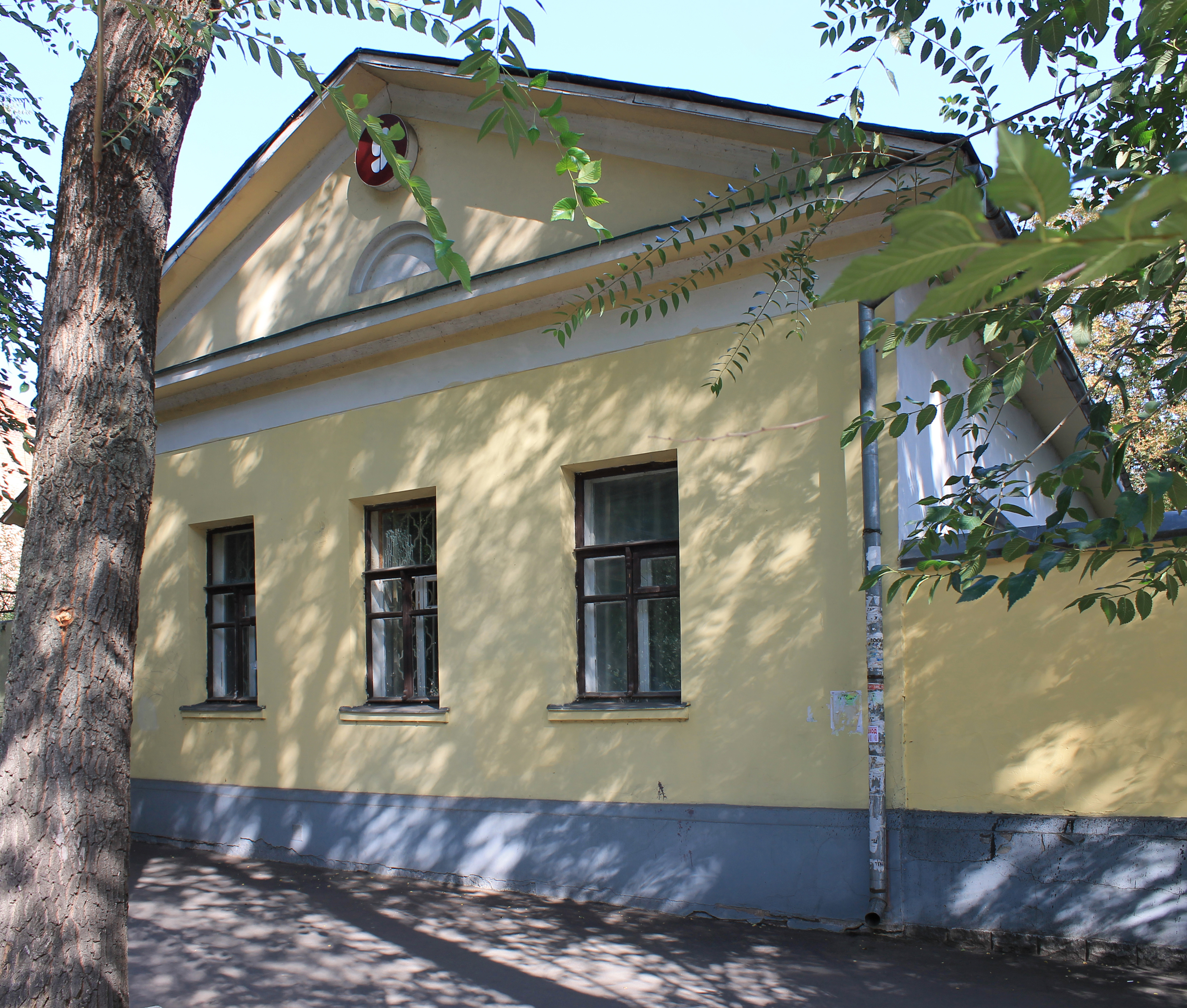
Північний флігель
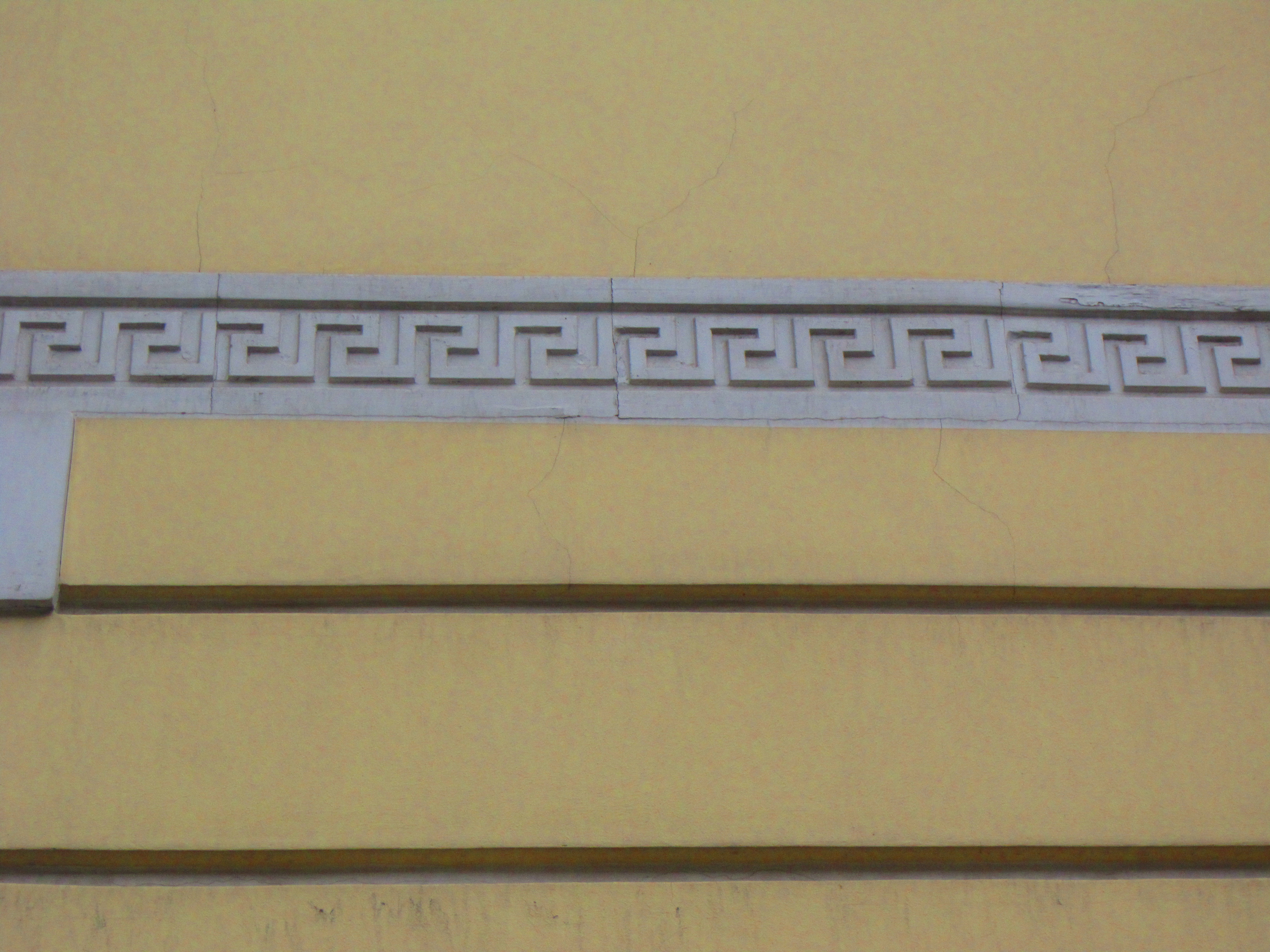
Меандровий орнамент